# Национальный заповедник «София Киевская»
Национальный заповедник «София Киевская» — украинский исторический и архитектурный заповедник национального значения. В состав заповедника входят ряд киевских памятников: Софийский собор с комплексом монастырских сооружений, Золотые ворота, Кирилловская, Андреевская церковь. Формально включает также Генуэзскую крепость (Крым).

## История
Заповедник был создан в 1934 году на территории Софийского монастыря. С 1994 года получил статус национального.
В 1990 году Софийский собор был занесён в Список всемирного наследия ЮНЕСКО. С 1994 года заповеднику «Софийский музей» был присвоили статус национального и он стал называться Национальный заповедник «София Киевская».
В 2009 году в саркофаге Ярослава Мудрого были обнаружены останки двух женщин — одна жила примерно во времена Ярослава Мудрого, вторая — примерно в VII веке до нашей эры.
В 2014 году территории Софии Киевской под усыпальницей, сделанной из брёвен, нашли рукотворную пещеру.
18 октября 2014 года часть 5-метровой кирпичной ограды «Софии Киевской» обрушилась.

## Коллекции заповедника
- Археология
- Архитектурная графика — собрание включает период с начала XIX в. до 1970-х годов. В коллекцию входят обмеры памятников «Софии Киевской» и ряд проектов советских архитекторов[7].
- Архитектурная керамика
- Научный архив — архив, в котором хранятся реставрационные отчёты и архивные документы по истории реставрационных и ремонтных работ Софийского заповедника. Также там есть личные архивы и дневники исследователей[8].
- Негативы — на постоянном хранении находится более 12 тысяч негативов. Собрание включает стеклянные негативы, черно-белую фотоплёнку, цветную фотоплёнку, а также черно-белые и цветные диапозитивы[9].

## Конференции
С 2002 года в Национальном заповеднике «София Киевская» проходят Ежегодные международные научные конференции. Всего прошло семь конференций:
1. 2002 год — Первые научно-практические Софийские чтения «Проблемы и опыт изучения, защиты, сохранения и использования архитектурного наследия».
2. 2003 год — Вторые Софийские чтения «Сакральные сооружения в жизни общества: история и настоящее»;
3. 2005год — Третьи Софийские чтения «Памятники Национального заповедника „София Киевская“ и современные тенденции музейной науки»;
4. 2007 год — Четвёртые Софийские чтения «Памятники Национального заповедника „София Киевская“ в духовной ориентации общества: диалог поколений»;
5. 2009 год — Пятые Софийские чтения «Духовный потенциал и исторический контекст христианского искусства»;
6. 2011 год — Шестые Софийские чтения «Христианские святыни — скрижали Вечности, Мудрости и Красоты: новые грани познания»;
7. 2013 год — Седьмые Софийские чтения, посвящённые 90-летию со дня рождения известного исследователя памятников Национального заповедника «София Киевская», д.и.н. С. А. Высоцкого.

## Директора заповедника
- Иван Михайлович Скуленко, первый директор заповедника (1934—1937)
- Алексей Иванович Повстенко (1941—1943)
- Георгий Игнатьевич Говденко (1944—1949)
- Николай Иосифович Кресальний (1949—1966)
- Валентина Никифоровна Ачкасова (1967—2000)
- Неля Михайловна Куковальская (2000—2012)
- Елена Михайловна Сердюк (2012—2015)
- Неля Михайловна Куковальская (2015-)